# Пљуса (Псковска област)
Пљуса (рус. Плю́сса) насељено је место са административним статусом варошице (рус. посёлок городского типа) на западу европског дела Руске Федерације. Налази се у северном делу Псковске области и административно припада Пљушком рејону чији је уједно и административни центар.
Према проценама националне статистичке службе за 2015. у вароши је живело 2.908 становника.
Статус насеља урбаног типа, односно варошице носи од 1971. године.

## Географија
Варошица Пљуса смештена је у северном делу Псковске области, на левој обали истоимене реке Пљусе. Варош се налази на око 90 километара североисточно од административног центра области, града Пскова, те на неких стотињак километара западно од Великог Новгорода.
Кроз насеље пролази деоница железничке пруге на релацији Санкт Петербург—Псков.

## Историја
Први писани помен садашњег насеља датира из 1497. године, из катастарског списа у ком се помињу два насеља истог имена смештена једно насупрот другог на обе обале реке Пљусе..
Насеље почиње интензивније да се развија тек од средине XIX века, нарочито након градње железничке станице (1859. године) на прузи која је Санкт Петербург повезивала са Варшавом.
Године 1927. тадашње село Пљуса постаје административним центром новоформираног Пљушког рејона (у то време у саставу Лушког округа Лењинградске области. У периоду од 12. јула 1941. до 18. фебруара 1944. цело подручје је било под окупацијом нацистичких трупа.
Пљушки рејон је 23. августа 1944. укључен у састав Псковске области. Село Пљуса 1971. године добија административни статус варошице.

## Демографија
Према подацима са пописа становништва 2010. у вароши је живело 3.450 становника, док је према проценама националне статистичке службе за 2015. варошица имала 2.908 становника.
| 1939. | 1959. | 1970. | 1979. | 1989. | 2002. | 2010. | 2015. |
| ----- | ----- | ----- | ----- | ----- | ----- | ----- | ----- |
| 1.978 | 1.964 | 2.378 | 3.981 | 4.315 | 3.856 | 3.450 | 2.908 |